# Lamadeleine-Val-des-Anges
Lamadeleine-Val-des-Anges és un municipi francès, es troba al departament del Territori de Belfort i a la regió de Borgonya - Franc Comtat. L'any 2006 tenia 35 habitants.

## Geografia
Se situa a la vora d'un petit riu anomenat La Madeleine, al vessant sud del massís dels Vosges.

## Demografia
| 1962 | 1968 | 1975 | 1982 | 1990 | 1999 |
| ---- | ---- | ---- | ---- | ---- | ---- |
| 29   | 28   | 14   | 14   | 29   | 33   |